# Maryborough, Victoria

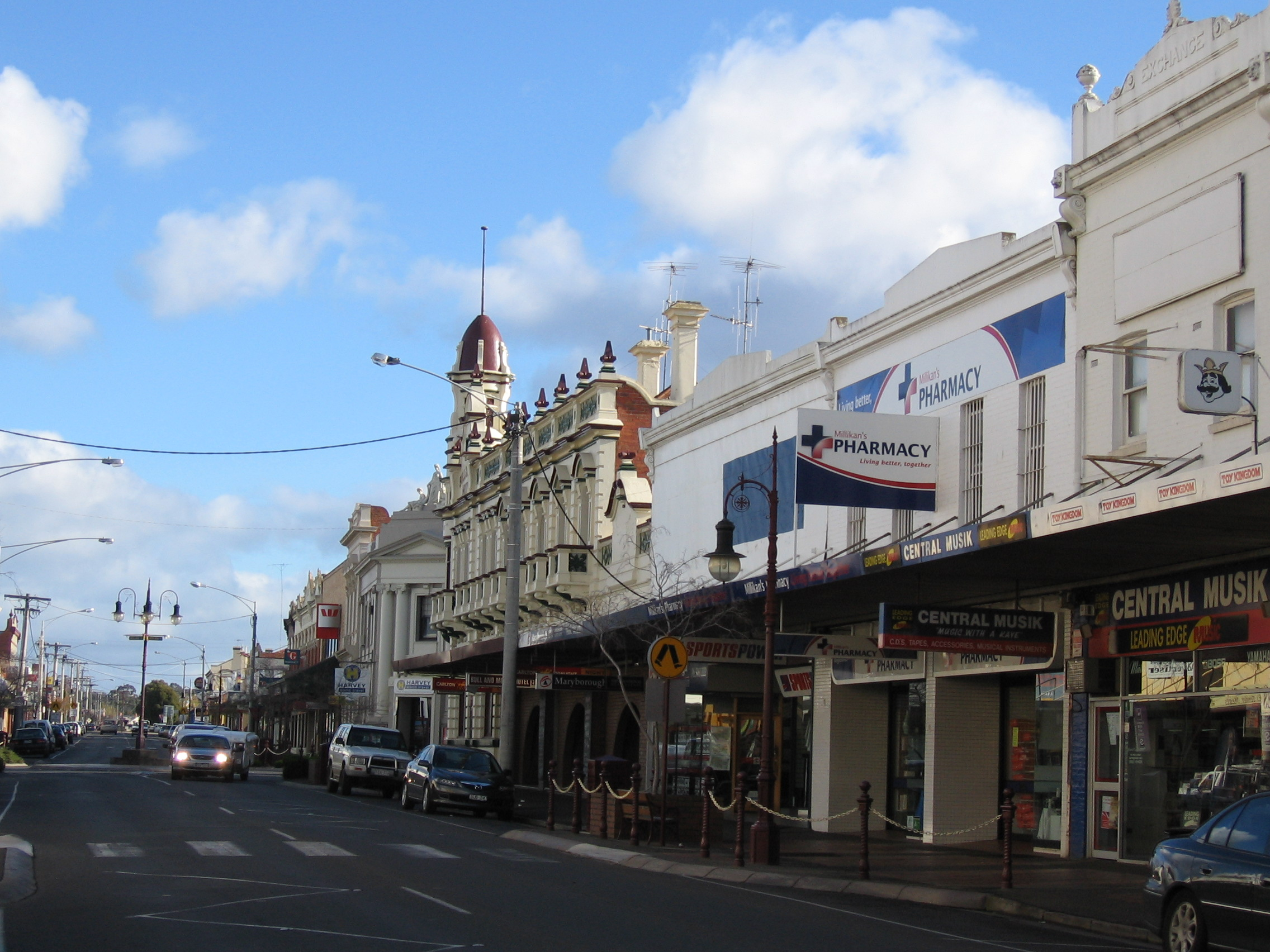
Hình ảnh một con đường ở Maryborough, Victoria

Maryborough, Victoria là một thành phố trong bang Victoria, Úc. Thành phố có dân số người (năm 2010). Thành phố có cự ly cách thủ phủ bang Melbourne km.
Maryborough (/ mɛrəbərə /) [2] là một thành phố nằm trên sông Mary ở Đông Nam Queensland, Australia, cự ly khoảng 255 km (160 dặm) về phía bắc của thủ phủ bang, Brisbane. Thành phố này được kết nối với xa lộ Bruce, và có dân số khoảng 22.000 người (2004). Thành phố có quan hệ chặt chẽ với thành phố láng giềng Hervey Bay có cự ly khoảng 30 km (20 dặm) về phía đông bắc. Hai thành phố cùng nhau tạo thành một phần của khu vực được gọi là bờ biển Fraser.